# Luca Ranieri
Luca Ranieri (La Spezia, 23 april 1999) is een Italiaans voetballer, die doorgaans speelt als linkervleugelverdediger. Ranieri speelt momenteel voor Fiorentina.

## Clubcarrière
Ranieri is een jeugdproduct van Fiorentina. In de zomer van 2018 werd hij voor één seizoen verhuurd aan Foggia, uitkomend in de Serie B. Op 26 augustus 2018 debuteerde hij in de met 4–2 gewonnen wedstrijd tegen Carpi. Negentien minuten voor tijd kwam hij Emanuele Cicerelli vervangen. Het daaropvolgende seizoen keerde hij terug naar Fiorentina. Op 1 september 2019 maakte hij zijn debuut in de Serie A. In de met 2–1 verloren wedstrijd tegen Genua mocht Ranieri de volledige wedstrijd uitspelen.

## Clubstatistieken
| Seizoen | Club       | Competitie | Competitie | Competitie | Beker | Beker | Internationaal | Internationaal | Totaal | Totaal |
| Seizoen | Club       | Competitie | Wed.       | Dlp.       | Wed.  | Dlp.  | Wed.           | Dlp.           | Wed.   | Dlp.   |
| ------- | ---------- | ---------- | ---------- | ---------- | ----- | ----- | -------------- | -------------- | ------ | ------ |
| 2018/19 | → Foggia   | Serie B    | 29         | 0          | 0     | 0     | –              | –              | 29     | 0      |
| 2019/20 | Fiorentina | Serie A    | 1          | 0          | 1     | 0     | –              | –              | 2      | 0      |
| Totaal  | Totaal     | Totaal     | 30         | 0          | 1     | 0     | 0              | 0              | 31     | 0      |

Bijgewerkt op 21 oktober 2019.

## Interlandcarrière
Ranieri is een Italiaans jeugdinternational.